# Biotroof

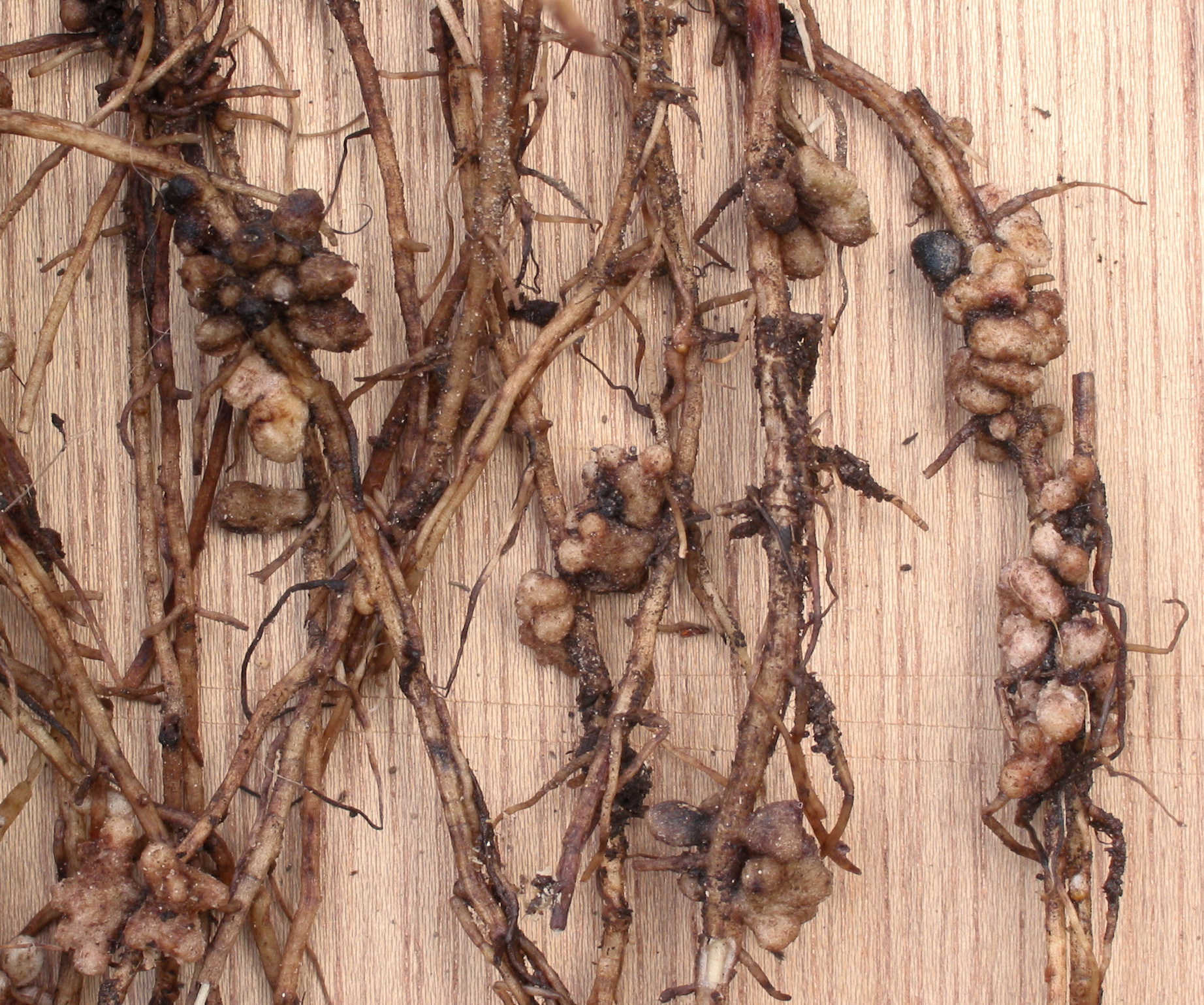
Stikstofwortelknolletjes met Rhizobium bij tuinboon

Biotrofen (Oudgrieks: βίος, bíos „leven“ en τροφή, trophḗ „voeding“) zijn heterotrofe organismen, die groeien op levende planten of dieren. De planten of dieren moeten na de infectie met een biotroof nog blijven leven, om laatstgenoemden van voedingsstoffen te blijven voorzien. Biotrofe organismen omvatten plantenparasieten, parasieten bij dieren, en symbionten zoals de mycorrhiza en de in de stikstofwortelknolletjes levende bacteriën (Rhizobium).